# Lucius Cornelius Scipio (consul en -259)
Pour les articles homonymes, voir Cornelius Scipio.
Lucius Cornelius Scipio est un homme d'État et général de la République romaine au IIIe siècle av. J.-C., fils de Lucius Cornelius Scipio Barbatus (consul en 298 av. J.-C.).

## Biographie
Il est élu consul en 259 av. J.-C., durant la première guerre punique. Victorieux des Carthaginois lors de plusieurs combats en Corse et en Sardaigne, il détruit Olbia en Sardaigne. Selon Valère-Maxime, il fait de magnifiques funérailles au général carthaginois Hannon, mort en défendant Olbia. Il attaque ensuite la Corse, prenant de nuit Alalia, qu'il incendie et renomme Aleria. Ces succès lui valent de célébrer un triomphe lors de son retour à Rome.
Il devient censeur l'année suivante avec Caius Duilius.

## Épitaphe

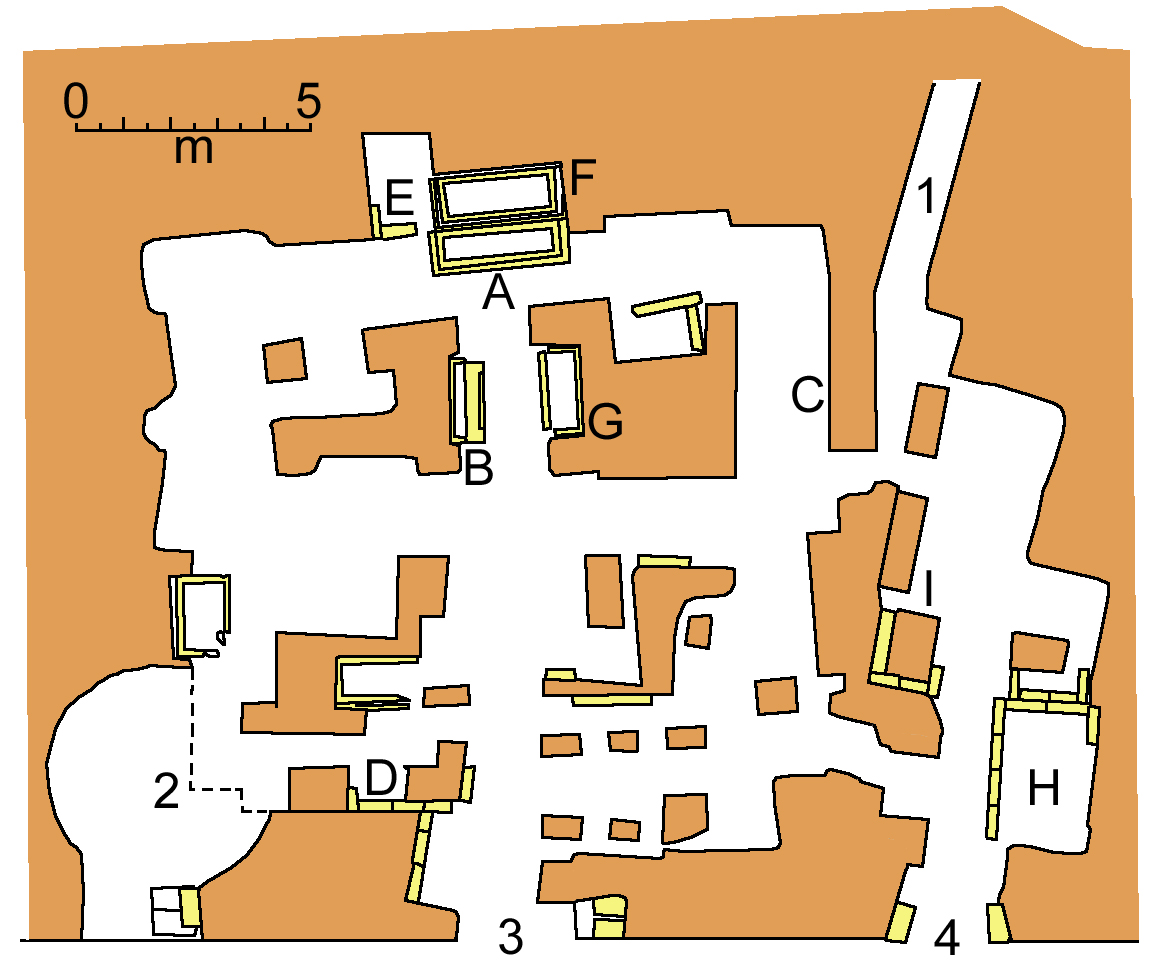
Plan du tombeau des Scipions. La tombe de Lucius Scipion est notée par la lettre B

Le tombeau familial des Scipions a été retrouvé en 1780, près de l'ancienne porte Capène à côté de la via Appia. Sur le tombeau de Lucius Scipion se trouve l'inscription suivante, rédigée en latin archaïque et exposée au Musée Pio-Clementino du Vatican. On remarque ainsi la prononciation archaïque de la diphtongue du titre AIDILES, pour AEDILES (édile), de nasale HONC pour HUNC et de certaines voyelles (HEC pour HIC, CONSOL pour CONSUL) :
L·CORNELIO·L·F·SCIPIO
AIDILES·COSOL·CESOR
HONC OINO·PLOIRVME·COSENTIONT R
DVONORO·OPTVMO·FVISE·VIRO
LVCIOM·SCIPIONE·FILIOS·BARBATI
CONSOL·CENSOR·AIDILIS·HIC·FVET·A
НЕС·CE PIT·CORSICA·ALERIAQVE·VRBE
DEDET·TEMPESTATEBVS·AIDE·MERETO
En voici la transcription en alphabet modernisé :
Honc oino ploirume cosentiont Romai
duonoro optumo fuise viro
Luciom Scipione. Filios Barbati
consol censor aidilis hic fuet apud vos,
hec cepit Corsica Aleriaque urbe,
dedet Tempestatebus aide meretod votam.
et en latin classique :
Hunc unum plurimi consentiunt Romae
bonorum optimum fuisse virum
Lucium Scipionem. Filius Barbati,
Consul, Censor, Aedilis hic fuit.
Hic cepit Corsicam Aleriamque urbem
dedit tempestatibus aedem merito.